# کریستال اسپرینگز (فلوریدا)
کریستال اسپرینگز (به انگلیسی: Crystal Springs) یک منطقهٔ مسکونی در ایالات متحده آمریکا است که در شهرستان پاسکو، فلوریدا واقع شده‌است. کریستال اسپرینگز ۱۴٫۴ کیلومتر مربع مساحت و ۱٬۱۷۵ نفر جمعیت دارد و ۲۳ متر بالاتر از سطح دریا واقع شده‌است.